# Teleki Géza (antropológus)
Széki gróf Teleki Géza Pál (Kolozsvár, 1943. december 7. – Kisoroszi, 2014. január 7.) magyar antropológus, főemlőskutató, etológus, cserkész.

## Életpályája

### Családja
A széki gróf Teleki család sarja. Gróf Teleki Géza (1911–1983) magyar geográfus-geológus, egyetemi tanár, politikus, olimpikon, cserkészvezető és zabolai Mikes Johanna grófnő (Budapest, 1911. december 12. – Washington, 2008. március 10.) fia, Teleki Pál (1879–1941) miniszterelnök unokája. Szülei 1943. február 27-én a zabolai református vártemplomban kötöttek házasságot. Anyai nagyszülei zabolai gróf Mikes Ármin (1868-1944) és gróf bethleni Bethlen Klementina (1871-1954) voltak. 
„Amikor a szovjet csapatok által megszállt országban egyre nyilvánvalóbbá vált a kommunista hatalom diktatúrája, kalandos körülmények között, egy szovjet katonai teherautón előbb Bécsbe, majd onnan az Amerikai Egyesült Államokba menekültek, ahol Teleki Géza a Georgetowni Egyetem meghívására geológus professzorként működött. Mikes Hanna Afrika-kutató és természettudós fiával együtt 1968 után többször meglátogatta családjának háromszéki kastélyát, s a hozzá közelebb álló zabolaiakat”.
Édesanyjáról Sztanó Hédi készített filmet: Hanna grófnő (2002, 52 perc).

## Tanulmányai
Tanulmányait a George Washington Egyetemen (George Washington University) végezte, ahol 1967-ben szerzett BA (Bachelor of Art) fokozatot antropológiából. 1977-ben védte meg a Spatial and Temporal Dimensions of Routine Activities Performed by Chimpanzees in Gombe National Park, Tanzania: An Ethological Study of Adaptive Strategy című PhD (Doctor of Philosophy) értekezését a Pennsylvania Állami Egyetem (Pennsylvania State University) antropológiai tanszéken.

### Tudományos munkássága
1968-tól Jane Goodall munkatársa a Gombe Nemzeti Parkban.
Nevéhez köthető az Outamba–Kilimi Nemzeti Park 1986-os megalapítása Sierra Leonéban.

### Utolsó évei
2011-ben családjával Magyarországra költözött. Kisorosziban hunyt el.

## Emlékezete
Emléktáblája a Fővárosi Állat- és Növénykert Emberszabású Majmok Házában.
Életéről, munkásságáról Hulej Emese írt könyvet Egy Teleki gróf Afrikában címmel (Helikon Kiadó, 2014).

## Művei
Több könyvét franciául is kiadták: La Journée d'un chimpanzé sauvage, L'Ancien : un chimpanzé et sa communaté.
- The Predatory Behavior of Wild Chimpanzees (1973)
- Goblin, a Wild Chimpanzee (1977) (társszerzőkkel: Karen Steffy, Lori Baldwin)
- Aerial Apes: Gibbons of Asia (1979) (társszerzőkkel: Lori Baldwin, Meredith Rucks)
- Leakey the Elder: A Chimpanzee and His Community (1980) (társszerzőkkel: Karen Steffy, Lori Baldwin)
- Omnivorous Primates: Gathering and Hunting in Human Evolution (1981) (Robert S.O. Harding, társszerző: Teleki Géza)
- Threats to the survival of the no longer "common" chimpanzee (Pan troglodytes) of equatorial Africa: a special report of the Committee for Conservation and Care of Chimpanzees (1989)
- World Bank's Roads and Environment Handbook 2nd edition (1997)
- Wildlife, Sensitive Habitats and Roads: An Environmental Guideline for India and South Asia (2001)